# Berta arfakensis
Berta arfakensis là một loài bướm đêm trong họ Geometridae.